# Tylostigma hildebrandtii
Tylostigma hildebrandtii là một loài thực vật có hoa trong họ Lan. Loài này được (Ridl.) Schltr. miêu tả khoa học đầu tiên năm 1924.